# 富士山縦覧場
富士山縦覧場（ふじさんじゅうらんじょう）は、東京府東京市浅草区（現・東京都台東区浅草）の浅草公園第六区四号地にかつて存在した、富士山を模した木造建築物。明治時代に流行した、高所に見物客を登らせる見世物の一つとして、1887年（明治20年）に建設された。浅草富士、木製富士、木造富士、人造富士、仮富士、富士山模型などとも呼称される。
本項目では、同時期に大阪府に存在した類似の建築物「浪花富士」についても併せて解説する。

## 建築

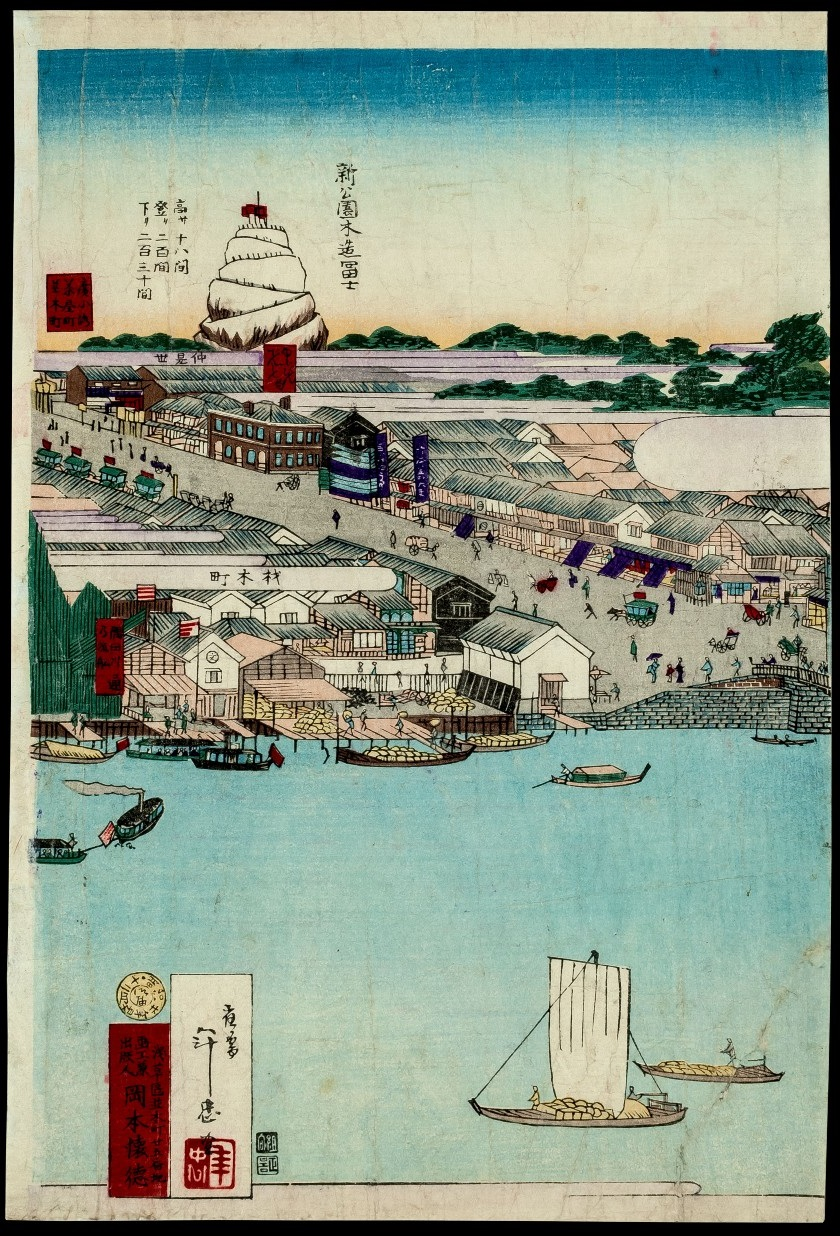
山田年忠『東京名所 吾妻橋鉄橋之全図』。3枚続きの内の1枚。1887年（明治20年）12月9日。「新公園木造富士」として富士山縦覧場が描かれている。

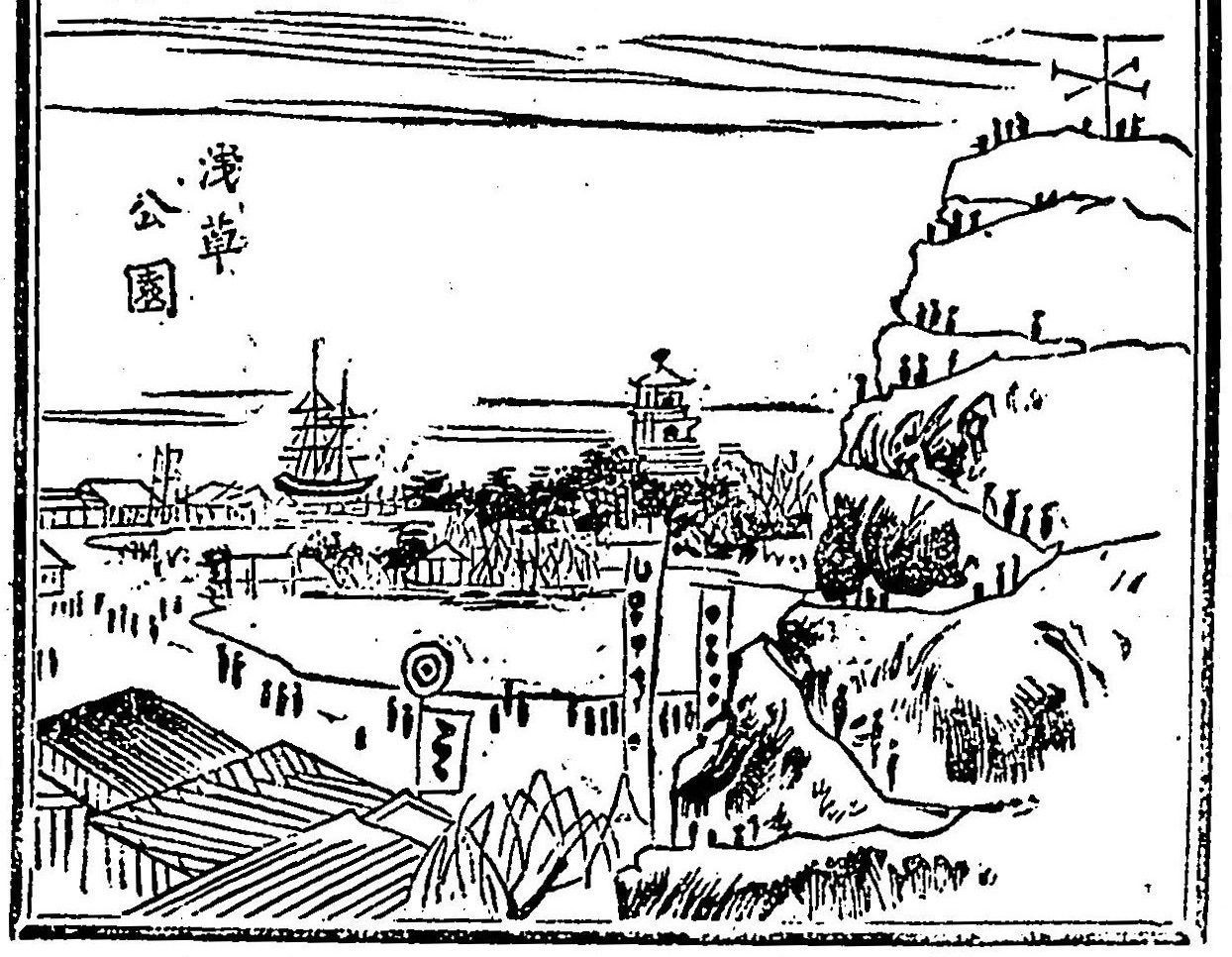
梅亭金鵞編『東京漫遊独案内』（漫遊会、1889年）の「浅草公園」の挿絵に描かれた富士山縦覧場。

敷地面積は1,054坪、高さは18間（32メートル）、裾回りは150間。頂上には広さ25坪（約85平方メートル）の平らな場所があった。礎石の上に建てられた木造建築で、骨組みは「込み栓」という方式で造られ、竹で起伏を作った上に粗布や筵を詰め、漆喰で塗り固めることにより、山の形が造られている。山頂は雪を模した白色、それ以下の部分は岩石や樹木に見立てて彩色されている。富士山というには少し縦長で、「栄螺を伏せた」ような形状であると言われた。
登りは右の内側を200間、下りは左の外側を230間、それぞれ10周して上り下りした。頂上には望遠鏡が数台並べられており、晴天の日は遠くの天城山、鋸山、赤城山、日光、箱根、富士山、筑波山までを望むことができたとされる。周囲には茶屋や、東海道五十三次の宿駅を模した建物も設置されており、旅情を演出していた。

## 歴史

### 建設の背景
富士山縦覧場建設の契機は、1886年（明治19年）に、浅草寺で五重塔の修繕が行われた際、見物人に下足料1銭で足場に登楼することを許したことであるとされる。これは一時の思いつきによって行われたものであったが、非常に人気を集め「登閣を求むる者陸続絶えず」という状況となった。塔の修繕が終わるとこの企画も終了したが、香具師の寺田為吉という人物がこれを見て、「自から所謂必ずや此地に一大高地を造り、以て東京市中全部を望見するを得るごとくなせば唾して巨利を博せん」と考え、富士山模型を造ることを思いついた。
佐藤健二は明治時代になって、高所に人を登らせる見世物が流行し、様々な目を引く奇抜な興行が現れていることを指摘し、富士山縦覧場はこの系譜に連なるものの一つとしている。例として、1879年（明治12年）頃には蔵前神社の境内に「海女のハダカ人形」が造られ、1884年（明治17年）には「佐竹っ原」に高村光雲の設計した「佐竹の原の大仏」が建設されている。
初田亨も、佐竹の原の大仏や、明治初期に銀座の料亭「松田」に設けられた屋上庭園などに言及し、「庶民の遊覧の場となった物見は、江戸時代から明治にかけて都市の中から姿を消すことはなかった。明治初期の人々にとって、都市の中につくられた新しい空間である物見は、一貫して興味の対象であり続けたのである」と述べている。また初田は、この物見が考案された背景として富士講の存在を無視することはできないとし、幕末には江戸の各地に模造富士を築くことが流行しており、決められた参詣日に山開きが行われていたほか、目黒の元富士や新富士のように、川岸の台座の上に模造富士を造り、山開きとは関係なく、眺望によって行楽客を集めていたところもあったことを指摘している。
また当時、浅草六区は、1886年（明治19年）7月13日に発生した火事によって見世物小屋がほぼ壊滅したことや、この夏に流行したコレラ対策のため、興行にも衛生管理の徹底が求められたことなどから、苦境が続いていた。また、火災によって生まれた六区四号地の空き地は、借地料により経営される浅草公園には看過しがたいもので、12月15日から江崎礼二の斡旋による「チャリネ大曲馬」が催されたが、思いのほかに不入りであったことから1月13日で打ち切られ、靖国神社へ移転している。富士山縦覧場の計画は、こうした六区の苦境と、焼け跡の空き地の問題の中で立ち上がったものでもあった。

### 計画・建設
富士山縦覧場の建設地は、前述の火災の焼け跡が選ばれ、東京府へは、1887年（明治20年）3月7日付で富士山模型の「公園借地願」が提出された。
願主は浅草区三筋町50番地の寺田為吉で、保証人として浅草区北清島町の井口萬吉の名が記されている。しかし寺田には不動産の所有はなく、井口も70円ほどの木造家屋があるだけで、両者とも碌な資産を所有していなかったことから、東京府は実現性を疑い、寺田らを召喚して、築造のための金策の方法を質問している。寺田はこの際、浅草区田原町の田島直七に出資を出願したことを伝え、田島も府へ築造に必要な金額と開業後の収入見込みの見積もりと、必要な3,000円を自身が出資する旨を記した書面を府へ提出した。
また寺田は、実際の工事は銀座一丁目の永井勝輔に一切を任せることも府に伝達している。田島については寺田ら同様に身元の薄いとされる人物であったが、府は永井がかなりの資産を所有する人物であったこと、永井が富士山の構造を堅牢にすると申し出たことから、計画を了承し、4月19日に寺田の借地願に許可を出した。沓沢博行は、のちの民事判決文書から田島は実際に3,000円を出資してはおらず、資金は永井をはじめとする銀座居住の商人によって賄われていたことを明らかにしている。沓沢は永井について、「1890年（明治23）には京橋区の区会議員を務めるなど、当時の銀座における名士と言って良い人物であり、彼への信用なくしては富士山縦覧場の築造は成らなかったことは明白である」とし、寺田と永井を結び付けたのは、当時の浅草公園世話掛であった福地源一郎ではないかと推測している。
工事は新門福太郎という人物が120円で請け負ったが、半分もできない内に100円余りが掛かり、その上に2、300円が掛かる見込みであったので、金主に増金の談判を行っている。工事は下谷広徳寺前在住の、人形師「花亀」が請け負ったとする資料もある。また、東京府が入念に確認や視察を行い、構造の不備を指摘するなどしたことから、工期は大幅に伸び、当初3,000円と試算された建築費も、12,000円にまで増加している。

### 開業
1887年（明治20年）10月29日の『読売新聞』には、「十一月一日開業式翌日縱覽」として、以下のような広告が掲載されている。
工期の伸びた建築工事も、10月下旬に完了。当初は1887年（明治20年）10月30日に開山式を挙行する予定であったが、延期されて11月1日に開山式、翌2日から縦覧を開始という予定に変更された。この際、延期前の広告を見て出掛け、失望した者が多くいたという。その後、再延期を経て、1887年（明治20年）11月6日に開業。この開山式では「本物の登山式に擬せん」と予め計画していた東京府下の富士講連が、浅草十講の者たちを先達に、本式の白衣打掛姿で花笠幟を押し立てながら登ったという。

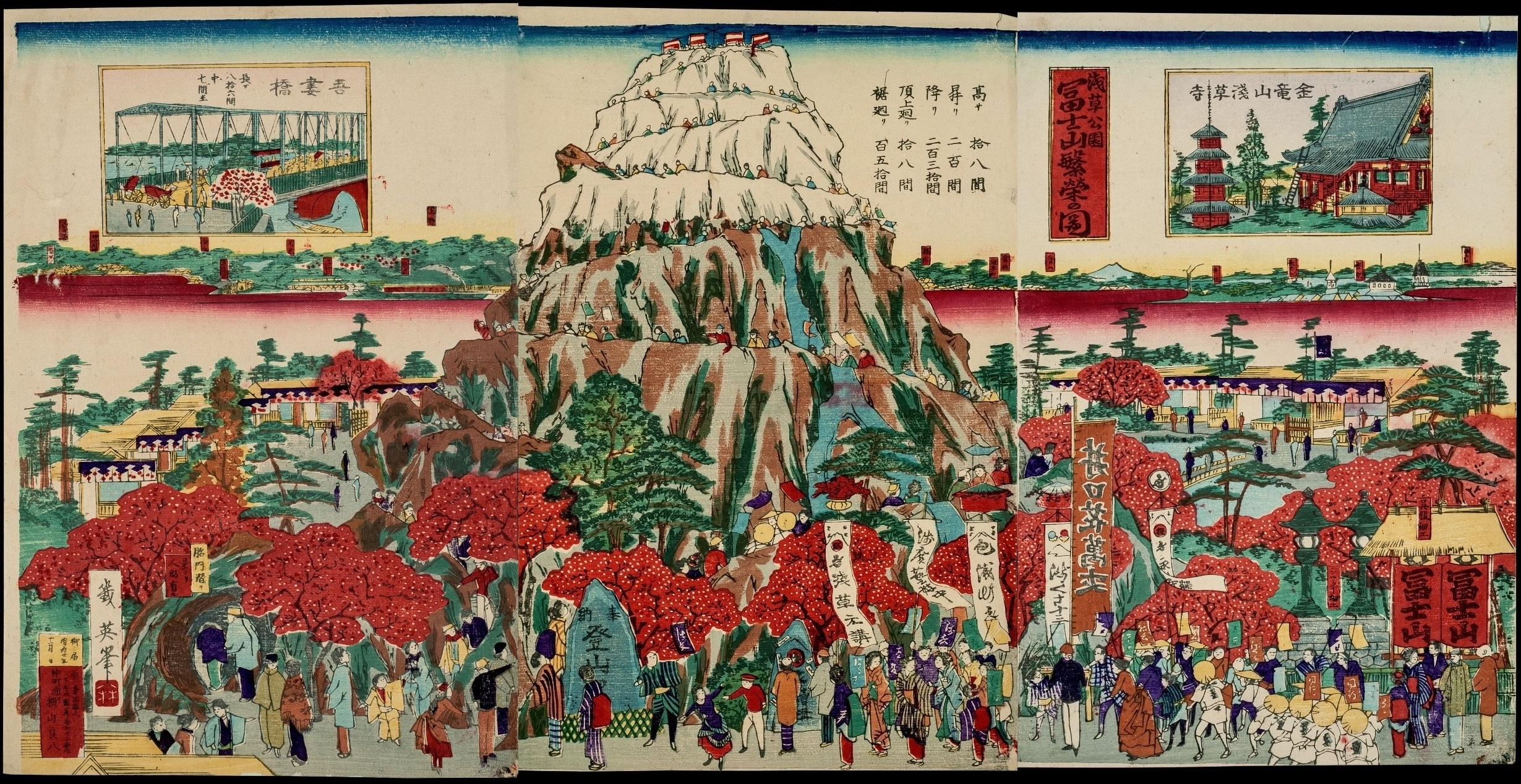
小林幾英・横山良八『浅草公園 富士山繁栄の図』。1887年（明治20年）11月。

料金は、台東区教委（1987）は入場券一人5銭、下足料1銭であったとし、佐藤（2016）は大人5銭、子供3銭だったとされるが、『風俗画報』で下足料1銭と書かれていることの意味はよくわかっていないとしている。開業時の賑わいは凄まじく、開場後の5日間で12万5,000人が入場し、続く5日間にも10万人以上が入場した。『風俗画報』によれば、「一時間平均四千人以上の登客を召め、就中正月元日初日の出の際には一万五六千人以上登りしことありとぞ」という人気であったという。11月1日に『東京日日新聞』が報じたところによれば、毎日大量に富士講が押し寄せ、登り切れないほどの数に上ったため、「遠方から来てペンペン登山もさせぬとは怪しかる取扱いなり」と憤慨されたという。挙句の果てには、各駅講中が一致して富士を壊そうとする騒ぎにも発展し、番人が巡査を呼んで騒動を収めている。
当初の発案者である寺田は、実際の運営にはほぼ関与せず、富士山縦覧場は建築費用の出資者と、この出資者により組織された「共同不二会社」によって経営されていた。これは開業後、僅か1ヶ月で出資金12,000円のうち8,000円を償却するほどの利益が上がり、その繁盛に対して関与を希望する者が表れたため、出資者らが新たに株金15,000円を募り、組織した会社であった。当初の発案者である寺田に対しては、一定額の支払いをする契約を交わす代わりに借地権の譲与を認めさせ、1888年（明治21年）1月1日に会社へと経営が移っている。共同不二会社はこの1月1日を開業日とし、満5年の間に純益金を積み立て、木造富士よりも堅牢な鉄製の富士山を建造することを目的の一つとしていた。1株100円の株150株を発行して資金を集め、資本金は15,000円で、出資した主要な株主が運営にも携わっている。発起人は6名で、いずれも5株以上の株主であった。沓沢は様々な人物から出資を募り、株式会社によって経営するというのは、浅草公園で初と思われる、近代的で先進的な見世物興行の形であったとしている。
当時登頂した石井柏亭は、「円錐形の外部は芝居の道具のやうに灰砂かなどで白く塗られた造りものゝ雪の山を、螺旋形に昇る丈のことであるが、叔父と登つた日には丁度山巓に風があつて、衣服の裾は強く吹きまくられた。而して十二階の出来たのは此富士が壊されてから後のことである」と後年に回顧している。山本笑月は『明治世相百話』で、奇抜な見世物として海女の人形及び佐竹の大仏と同列に言及し、「三度目が明治二十一年、浅草公園の六区に出現の富士、木骨石灰塗りで高さ十八間、さすがに高いがその無恰好は女人形以上、なんださざえの化物かとけなしながらなかなかの登山客、これも二年と経たぬうち禿山となって取り崩し」と述べている。
また、1887年（明治20年）頃に富士山縦覧場を訪れたオーストラリア人のダグラス・スレーダンは、以下のような感想を述べている。
1888年（明治21年）7月には、納涼の登山客のため、頂上に電燈が設置されたこともあった。これは7月25日から9月30日までの期間限定企画で、沓沢は当時の電燈料は1ヶ月120円で、入場料が一人4銭であったことを勘案すると「なかなか思い切った投資だったといえそうだ」としている。また佐藤健二は、この電源は1885年（明治18年）5月7日に自家用の蒸気機関（9馬力）で発電に成功し、将来は公園地への送電を約束した千束村の福住温泉ではないかと推測している。そのほかにも、開山1周年や憲法発布などの記念の折には新聞広告で、催事の告知を行っている。

### 閉業
富士山縦覧場は、日が経つにつれて折々の風雨で破損するようになり、1889年（明治22年）8月31日には大暴風雨で大破、「白砂の化粧を洗ひ落し、骨を現はしたる様は小町の画像を見るより凄じく」という有様となった。その後修繕を行い、11月21日に開業3周年の大祭を兼ねて、7日間の山開きを行い、初日には25座の大神楽を、次の日には諸芸人の茶番を催し、毎日午前10時までの客には景物を進呈した。また12月にはインド産の大蛇の剥製を頂上に飾るなどして業績の回復を図っている。しかし人気は戻らず、1890年（明治23年）の正月は本来書き入れ時であるにも拘わらず「富士山ハ寒気激しきより登山人更に無く」と評される状況だった。
結局、1890年（明治23年）2月14日から取り壊し工事が始まり、富士山縦覧場は消滅した。3月19日の『時事新報』は「同所の跡には煉瓦造り三重の大厦屋を建築して、油絵の展覧会場にあてんと……」と報じており、工事の足場を見て「今度は一層大山を打ち当てんとヒマラヤ山を築き立てるものならん」と噂する者もいたという。
実際にはその後、跡地には日本パノラマ館が建設された。のちに浅草に開業した映画館「富士館」の名称は、富士山縦覧場に由来すると伝えられる。

## 浪花富士
富士山縦覧場の繁盛の影響を受け、大阪府にも「浪花富士」という類似の見世物が出現している。これも富士山縦覧場と同じく、木造の木組みの上に板を打ち、漆喰塗りで仕上げた建築物で、螺旋状の道を登ってゆく構造であった。
計画段階の新聞報道では、大阪市西区楳本町の安田友吉ら十数名の計画により、西成郡今宮村（現・大阪市西成区）に建設される計画であったとされる。大阪府への出願は、1887年（明治20年）11月25日になされ、建設費用は計画段階で、15,000円と見積もられた。高さは13間、土台の面積220坪、頂上の面積100坪とされていた。
一方で李塘生は、場所は生玉源正寺阪上で、計画者は千帆楼主人という人物であったと伝えられるとしている。船本茂兵衞も、場所は生國魂神社南横手であったとし、計画者は西高津村の戸長で、千帆楼という料理屋を経営していた大藏信之であったとしている。大藏は生玉の寺社周辺の、飲食店や貸座敷、待合茶屋などが並ぶ歓楽地帯に目を付け、神社の南横の荒地を遊園地化する計画を立てた。この荒地には廃寺となった寺などが管轄していた千数百基の墓石が残されていたが、大藏はこれを1基5銭で寺から買い取り、浪花富士の礎石などに転用したため、「どうも冥加の悪いことをしたものだ、冨士山も永続きはしないだらう」と周囲からは噂をされていたとされる。更に工事中には怪我人が発生したため「ソレ見た事か墓の祟りは覿面だ」と噂された。また、敷地の一部が官有地であったことから、出願当初から紛議が発生して長引いたり、竣工間際に富士山縦覧場が被害に遭ったのと同じ暴風雨で破損したりしたことで、開業は大きく遅れることとなった。
浪花富士の開業は、1889年（明治22年）9月19日。入場料は5厘か1銭で、場内では富士のほか、滝や花壇、生人形などを見ることができた。当初は物珍しさに人気を集めたが、1年もしないうちに経営困難に陥り、閉鎖された。その後は廃墟となっていたが、腐朽に伴う崩落のため危険視され、4-5年後に取り壊された。李塘生は「大阪で富士山登りが出来ると、珍らしもの好きに歓迎されたが、人気は、さう永く続かなかつた」としているが、1905年（明治40年）頃までは存在していたと思う、とも同時に述懐している。1932年（昭和7年）の時点では、跡地には何も建てられず、元の荒地となっている。
2014年（平成26年）、大阪市は生玉公園内を「浪花富士山跡」として、「大阪市顕彰史跡」第205号に指定している。